# 무나강
무나강(러시아어: Муна, 야쿠트어: Муна)은 사하 공화국을 흐르는 강이고, 레나강의 지류이다.
빌류이 구릉에서 발원을 한다. 유역 길이는 715 km, 유역 면적은 30 100 km2이다.